# Antonio Grimani
Antonio Grimani, död 1523, var en venetiansk doge. Han var regerande doge av Venedig 1521–1523.